# 12. pehotni polk (Italija)
12. pehotni polk Casale (izvirno italijansko 12º Reggimento fanteria) je bil pehotni polk Kraljeve italijanske kopenske vojske.

## Zgodovina
Med prvo svetovno vojno je bil polk nastanjen v Gorici in med letoma 1940 in 1943 je bil nastanjen v Grčiji.